# Lars Wilhelm Svonni
Lars Wilhelm Svonni, född 22 oktober 1946 i Jukkasjärvi församling, Norrbottens län, är en svensk författare, låtskrivare och samepolitiker.
Lars Wilhelm Svonni växte upp i Rautas utanför Kiruna. Han utbildade sig på tekniskt gymnasium i Västerås och arbetade sedan i Svappavaara. Han grundade 1993 och har varit ordförande i sametingspartiet Samerna och är sedan 1993 ledamot för detta parti i Sametinget. Han var Sametingets ordförande 1997-2001. 
Han var en av initiativtagarna till bildandet av Samiska folkomröstningspartiet 2015. Han valdes i maj 2017 in i Sametinget i för detta parti.